# Патара Зана
Патара Зана (груз. პატარა ზანა) — село в Грузії.
За даними перепису населення 2014 року в селі проживає 191 особа.